# Marcin Wiącek
Marcin Wiącek (ur. 28 marca 1982 w Mińsku Mazowieckim) – polski prawnik i nauczyciel akademicki, doktor habilitowany nauk prawnych, profesor Uniwersytetu Warszawskiego, od 2021 rzecznik praw obywatelskich.

## Życiorys
Jest absolwentem studiów prawniczych na Wydziale Prawa i Administracji Uniwersytetu Warszawskiego oraz w Centrum Prawa Amerykańskiego UW (2006). W 2009 na podstawie napisanej pod kierunkiem Janusza Trzcińskiego rozprawy pt. Pytanie prawne sądu do Trybunału Konstytucyjnego (art. 193 Konstytucji) w świetle orzecznictwa Trybunału Konstytucyjnego uzyskał stopień naukowy doktora nauk prawnych w zakresie prawa w specjalności prawo konstytucyjne. Na tym samym wydziale na podstawie dorobku naukowego oraz rozprawy zatytułowanej Znaczenie stosowania Konstytucji marcowej w Polsce Ludowej dla orzecznictwa sądów i Trybunału Konstytucyjnego III RP uzyskał w 2013 stopień doktora habilitowanego nauk prawnych w tej samej specjalności.
Jest autorem ponad stu publikacji naukowych dotyczących w szczególności prawa konstytucyjnego, sądownictwa konstytucyjnego, sądownictwa administracyjnego oraz ochrony praw człowieka.
Jako nauczyciel akademicki związany z Wydziałem Prawa i Administracji Uniwersytetu Warszawskiego – był adiunktem w Instytucie Nauk o Państwie i Prawie, w 2019 objął stanowisko profesora uczelni. Został też kierownikiem Zakładu Praw Człowieka. W latach 2003–2007 był pracownikiem Trybunału Konstytucyjnego, od 2007 do 2021 był natomiast zatrudniony w Biurze Orzecznictwa Naczelnego Sądu Administracyjnego. W latach 2014–2018 wchodził w skład Rady Legislacyjnej. W latach 2014–2016 kierował aplikacją legislacyjną prowadzoną przez Rządowe Centrum Legislacji. W 2018 na prośbę Fundacji Pamięci o Bohaterach Powstania Warszawskiego przygotował projekt ustawy o zapewnieniu godnej pamięci i należytej ochrony miejscom spoczynku Bohaterów Powstania Warszawskiego oraz innych osób zasłużonych w walkach o niepodległość i suwerenność Państwa Polskiego.
W maju 2021 został kandydatem na stanowisko rzecznika praw obywatelskich rekomendowanym przez opozycję parlamentarną oraz część posłów Porozumienia Jarosława Gowina (wówczas współtworzącego rząd). Sejm odrzucił jego kandydaturę 15 czerwca 2021 („za” zagłosowało 222 z 455 biorących udział w głosowaniu posłów, jego kontrkandydatka Lidia Staroń otrzymała 231 głosów „za”). W lipcu ponownie został zgłoszony przez klub Koalicji Polskiej jako kandydat na urząd RPO, tym razem uzyskując poparcie Prawa i Sprawiedliwości. 8 lipca 2021 jego kandydatura została zaakceptowana przez Sejm („za” zagłosowało 380 z 426 uczestniczących w głosowaniu posłów). 21 lipca 2021 Senat zatwierdził jego wybór.
23 lipca 2021 Marcin Wiącek złożył przed Sejmem ślubowanie, obejmując tym samym urząd rzecznika praw obywatelskich na pięcioletnią kadencję, co zakończyło ponad dziesięciomiesięczny impas w sprawie wyłonienia nowego RPO.
Posługuje się językami angielskim i francuskim.

## Wybrane publikacje
- Znaczenie stosowania Konstytucji marcowej w Polsce Ludowej dla orzecznictwa sądów i Trybunału Konstytucyjnego III RP, Warszawa 2012.
- Pytanie prawne sądu do Trybunału Konstytucyjnego, Warszawa 2011[13].
- Na straży państwa prawa: trzydzieści lat orzecznictwa Trybunału Konstytucyjnego (z Lechem Garlickim i Martą Derlatką), Warszawa 2016[14].
- Prawa człowieka (z Wojciechem Brzozowskim i Adamem Krzywoniem) , Warszawa 2018.